# Margarete Adam
Margarete Adam (* 13. Juli 1885 in Patschkau, Landkreis Neisse, Provinz Schlesien; † 27. März 1946 in Berlin) war eine deutsche Philosophin und Hochschullehrerin.

## Leben
Adam entstammte einer deutsch-nationalen Familie und war gläubige Katholikin. Sie studierte Philosophie und wurde 1925 an der Universität Hamburg promoviert. Ihr Doktorvater war Ernst Cassirer, dem 1933 wegen seiner jüdischen Herkunft der Lehrstuhl entzogen wurde. In den 1920er Jahren schrieb sie Artikel für Die Frau, die damals führende feministische Zeitschrift in Deutschland. Im Dezember 1930 verfasste Adam ein Essay in der Broschüre des Centralvereins deutscher Staatsbürger jüdischen Glaubens. Darin untersuchte sie die Geschichte der „Judenfrage“, bezeichnete sich selbst als „Philosemantin“ und verurteilte den Antisemitismus des Nationalsozialismus. Sie erkannte zwar die Gefahr, hielt eine staatliche Entrechtung der Juden jedoch für undenkbar. In einem Nachwort bekannte sie sich dazu, bei den Reichstagswahlen am 14. September 1930 die NSDAP gewählt zu haben. Sie habe die Partei nicht wegen, sondern trotz ihres Antisemitismus gewählt, weil sie die einzige sei, die sich die Revision des Versailler Vertrages und den Kampf gegen Korruption und Bolschewismus zum Ziel gesetzt habe. Es existieren allerdings durchaus antisemitische Äußerungen Adams. So stellte sie fest: „Der Jude wird vom Arier als ein dem Wesen nach anderer Mensch empfunden.“ Ferner schrieb sie über die „jüdische Presse“ und „deren Frechheiten und Schnoddrigkeiten über große Persönlichkeiten der deutschen Vergangenheit“. Die Praxis der Weimarer Republik, auch höhere Beamtenstellen Bürgern jüdischen Glaubens zugänglich zu machen, titulierte sie als „geschichtsnaturwidriges Experiment“.

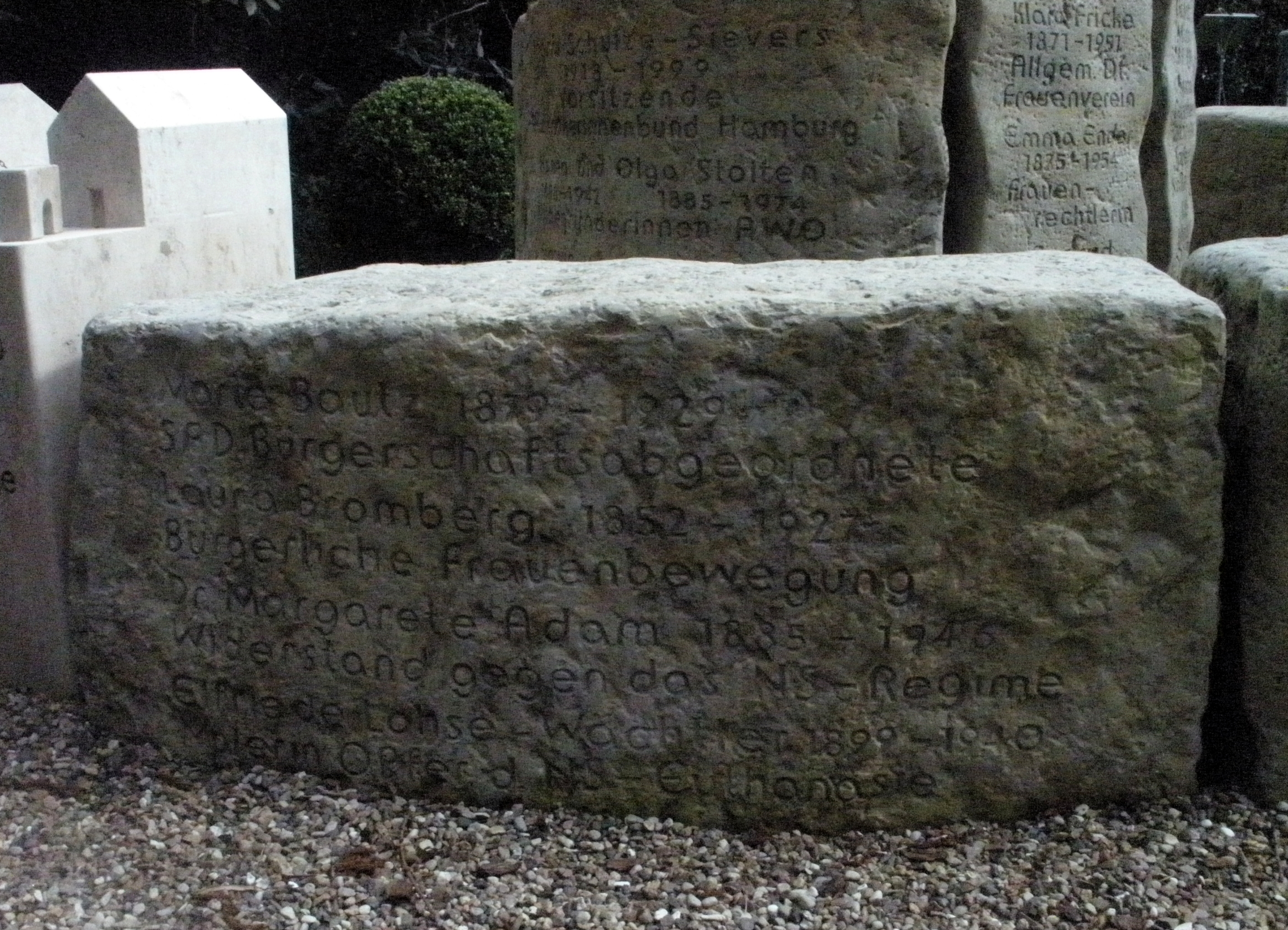
Erinnerungsstein für Margarete Adam im Garten der Frauen

1933 wurde ihr der Lehrauftrag an der Universität Hamburg entzogen und sie entschloss sich zum Widerstand. In den ersten Jahren des Regimes versuchte sie vergebens, die Verantwortlichen des Röhm-Putsches vor Gericht zu bringen. Sie schrieb Briefe und Flugblätter, die sie an Reichswehroffiziere und bekannte Persönlichkeiten richtete, um diese zum Sturz von Adolf Hitler zu bewegen. Adam wurde 1937 verhaftet, wegen Hochverrats angeklagt und zu acht Jahren Zuchthaus verurteilt. Zunächst kam sie in Einzelhaft in die Frauengefängnisse Lübeck-Lauerhof und Cottbus. 1944 wurde sie wegen Haftunfähigkeit nach Roßthal bei Dresden verlegt und später in die Berliner Charité gebracht. Sie starb dort an einem Becken-Sarkom. Ihre letzte Anschrift war die Güntzelstraße 49 in Berlin-Wilmersdorf.
Zu ihrem Gedenken ist in der Erinnerungsspirale im Garten der Frauen des Friedhofs Ohlsdorf ein Stein aufgestellt.

## Einzelnachweis
1. 1 2  StA Mitte von Berlin, Sterbeurkunde Nr. 1811/1946

| Personendaten    | Personendaten                              |
| ---------------- | ------------------------------------------ |
| NAME             | Adam, Margarete                            |
| KURZBESCHREIBUNG | deutsche Philosophin und Hochschullehrerin |
| GEBURTSDATUM     | 13. Juli 1885                              |
| GEBURTSORT       | Patschkau, Provinz Schlesien               |
| STERBEDATUM      | 27. März 1946                              |
| STERBEORT        | Berlin                                     |